# Carbosulcis
Carbosulcis è una società della Regione Sardegna che gestisce l'ultima miniera di carbone rimasta estrattiva nel Sulcis ed in Italia, quella di Monte Sinni, alle porte di Nuraxi Figus, frazione di Gonnesa, vicino a Portoscuso. Dal 31 dicembre 2018 si è conclusa l’attività estrattiva ed è iniziata la fase di messa in sicurezza e bonifica del sito. La società ha nel contempo intrapreso con l’Ente Nazionale di Fisica Nucleare un progetto unico al mondo per la realizzazione di una torre criogenica in sviluppo verticale da 350 metri all’interno del pozzo 1 dell’area di Seruci, per la separazione da gas naturali di isotopi in purezza per lo studio della materia oscura.

## Storia
Carbosulcis fu costituita nel 1976 dall'EGAM e dall'Ente Minerario Sardo per rilevare dall'Enel la proprietà e la gestione delle miniere di carbone; il periodo di gestione Enel, che aveva rilevato le concessioni minerarie dalla MCS nel 1962, era stato caratterizzato dal blocco dell'attività estrattiva, ritenuta anti-economica dall'ente elettrico. Le proteste dei minatori ed il rischio di aggravare la situazione occupazionale del Sulcis scongiurarono la chiusura definitiva delle miniere.
Le attività dell'EGAM furono rilevate dall'Eni, che si limitò inizialmente alla manutenzione dei cantieri minerari, senza attuare un vero e proprio sfruttamento delle risorse minerarie. La produzione di carbone rimase ferma fino al 1988, quando riprese grazie agli stanziamenti pubblici in favore dell'attività estrattiva, finalizzati a trovare uno sbocco di mercato al carbone del Sulcis: per ridurne il potere inquinante, si prevedeva di destinarlo alla gassificazione e successivamente alla produzione di energia termoelettrica. Però tale attività si andò scontrando negli anni successivi con il processo di privatizzazione dell'ENI, che, dovendosi quotare in Borsa, non poteva permettersi di conservare attività poco remunerative.
Nel 1995 Carbosulcis fu messa in vendita e destinata agli investitori privati, ma l'asta andò deserta. La prospettiva di una chiusura definitiva delle miniere portò ad una nuova ondata di dure lotte sindacali dei minatori, con occupazioni e manifestazioni. Nel 1996 la Regione Sardegna prese in carico la proprietà della Carbosulcis, con la finalità di guidarne la “transizione” verso la privatizzazione.

## Produzioni carbonifere e manodopera nella gestione Carbosulcis
La società Carbosulcis, costituita nel 1976 dall'EGAM e dall'Ente Minerario Sardo per rilevare dall'Enel la proprietà e la gestione delle miniere di carbone tuttora in attività nel Sulcis. Attualmente la produzione carbonifera è organizzata nella Miniera di Monte Sinni, che comprende i vecchi impianti estrattivi di Nuraxi Figus e di Seruci.
La seguente tabella delle produzioni carbonifere riguarda il periodo di iniziale (anno 1976) per concludersi nel 2017, anno in cui è prevista la cessazione dell'attività.
| Anno | Produzione in tonnellate | manodopera                                                                                            |
| ---- | ------------------------ | --- |
| 1976 | 1.340                    | |
| 1977 | 285                      | |
| 1978 | inattiva                 | |
| 1979 | inattiva                 | |
| 1980 | inattiva                 | |
| 1981 | inattiva                 | |
| 1982 | inattiva                 | |
| 1983 | 4.458                    | |
| 1984 | 8.112                    | |
| 1985 | 18.773                   | |
| 1986 | 13.708                   | |
| 1987 | 15.386                   | |
| 1988 | 48.408                   | |
| 1989 | 69.420                   | |
| 1990 | 56.300                   | |
| 1991 | inattiva                 | |
| 1992 | inattiva                 | |
| 1993 | inattiva                 | |
| 1994 | 109.000                  | |
| 1995 | inattiva                 | |
| 1996 | 41.000                   | |
| 1997 | in ripresa               | |
| 1998 | in ripresa               | |
| 1999 | in ripresa               | |
| 2000 | in ripresa               | |
| 2001 | in ripresa               | |
| 2002 | in ripresa               | |
| 2003 | 10.000                   | |
| 2004 | 10.000                   | |
| 2005 | in ripresa               | |
| 2006 | 70.000                   | 1.000 dipendenti                                                                                      |
| 2007 | 20.000                   | 600 - 1.000 dipendenti                                                                                |
| 2008 | 120.000                  | 600 - 1.000 dipendenti                                                                                |
| 2009 | 72.000                   | 600 - 1.000 dipendenti                                                                                |
| 2010 | 101.000                  | 600 - 1.000 dipendenti                                                                                |
| 2011 | 92.000                   | 600 - 1.000 dipendenti                                                                                |
| 2012 | 80.000                   | 463 dipendenti - 600 - 1.000 dipendenti                                                               |
| 2013 |                          | 520 dipendenti (circa 150 impiegati in superficie, oltre 370 impiegati in sottosuolo)                 |
| 2014 |                          | 520 dipendenti (circa 150 impiegati in superficie, oltre 370 impiegati in sottosuolo)                 |
| 2015 |                          | 430 dipendenti (minatori, tecnici e impiegati); 100 lavoratori soprattutto ingegneri; 50 dell’indotto |
| 2016 |                          | |
| 2017 |                          | |